# Ambrose Burnside
Ambrose Everett Burnside (23. května 1824 – 13. září 1881) byl americký voják, manažer na železnici, vynálezce, průmyslník a politik z Rhode Islandu, jehož byl guvernérem a senátorem za tento stát. Jako generál unionistické armády v občanské válce vedl úspěšné tažení v Severní Karolíně a východním Tennessee, ale byl poražen v katastrofální bitvě u Fredericksburgu a v bitvě u Crateru. Jeho zvláštní styl úpravy vousů, nyní znám jako „sideburns“, čili licousy, je odvozené z jeho příjmení.

## Život a kariéra před občanskou válkou
Narodil se v Liberty, stát Indiana, jako čtvrté z devíti dětí Edghill a Pamely (nebo Pamilie) Brown Burnside, rodiny skotského původu. Jeho prapraděd Robert Burnside (1725–1775) se narodil ve Skotsku a usadil se v provincii Jižní Karolína. Jeho otec, rodák z Jižní Karolíny, byl původně majitel otroků, těmto však dal svobodu, když přesídlil do Indiany. Navštěvoval Liberty Seminary, ale jeho vzdělání bylo přerušeno v roce 1841, kdy zemřela jeho matka. Byl dán do učení k místnímu krejčímu a nakonec se stal společníkem v jeho obchodu. Zájem o armádní události a otcovy politické konexe mu vynesly jmenování do vojenské akademie Spojených států v roce 1843. Promoval v roce 1847 na 18. místě ve třídě z 38 kadetů a byl přidělen dekretem jako poručík k "2nd U.S. Artillery". S ní se přemístil do Veracruzu během Mexicko-americké války, ale po jeho příjezdu byly boje zastaveny a tak vykonával většinou posádkovou službu kolem Mexico City.

Při ukončení války sloužil jako poručík dva roky na západní hranici pod kapitánem Braxton Braggem u 3rd U.S. Artillery, lehké dělostřelecké jednotky, která posléze převzala povinnost kavalérie a ochraňovala vozy Western mail při jejich cestě z Nevady do Kalifornie. V roce 1849 byl zraněn šípem do krku během šarvátky s Apači u Las Vegas, Nové Mexiko. V roce 1852 byl převelen do pevnosti Fort Adams, Newport, Rhode Island, kde se 27. dubna oženil s Maria Richmond Bishopovou z Providence, Rhode Island. Sňatek, který trval do jeho smrti, byl bezdětný.

V roce 1853 podal resignaci ke komisi armády Spojených států a i když si ponechal pozice v domobraně, věnoval svůj čas a energii výrobě proslulé pušky, která nese jeho jméno - Burnsideovy karabiny. Ministr války ve vládě prezidenta Jamese Buchanana - John B. Floyd, uzavřel kontrakt s Burnside Arms Company a vybavil velkou částí armády jeho karabinou, což bylo podnětem k založení rozsáhlé továrny pro její výrobu. Kandidoval za Demokratickou stranu do kongresu státu Rhode Island v roce 1858, ale utrpěl těžkou volební porážku. Náklady kampaně a zničení jeho továrny při požáru přispělo k jeho finančnímu bankrotu a byl přinucen přenechat svůj patent na střelnou zbraň ostatním. Musel hledat zaměstnání a stal se pokladníkem Illinois Central Railroad, kde pracoval u George B. McClellana, se kterým se spřátelil a který se stal v budoucnosti jedním z jeho velících důstojníků.

## Občanská válka

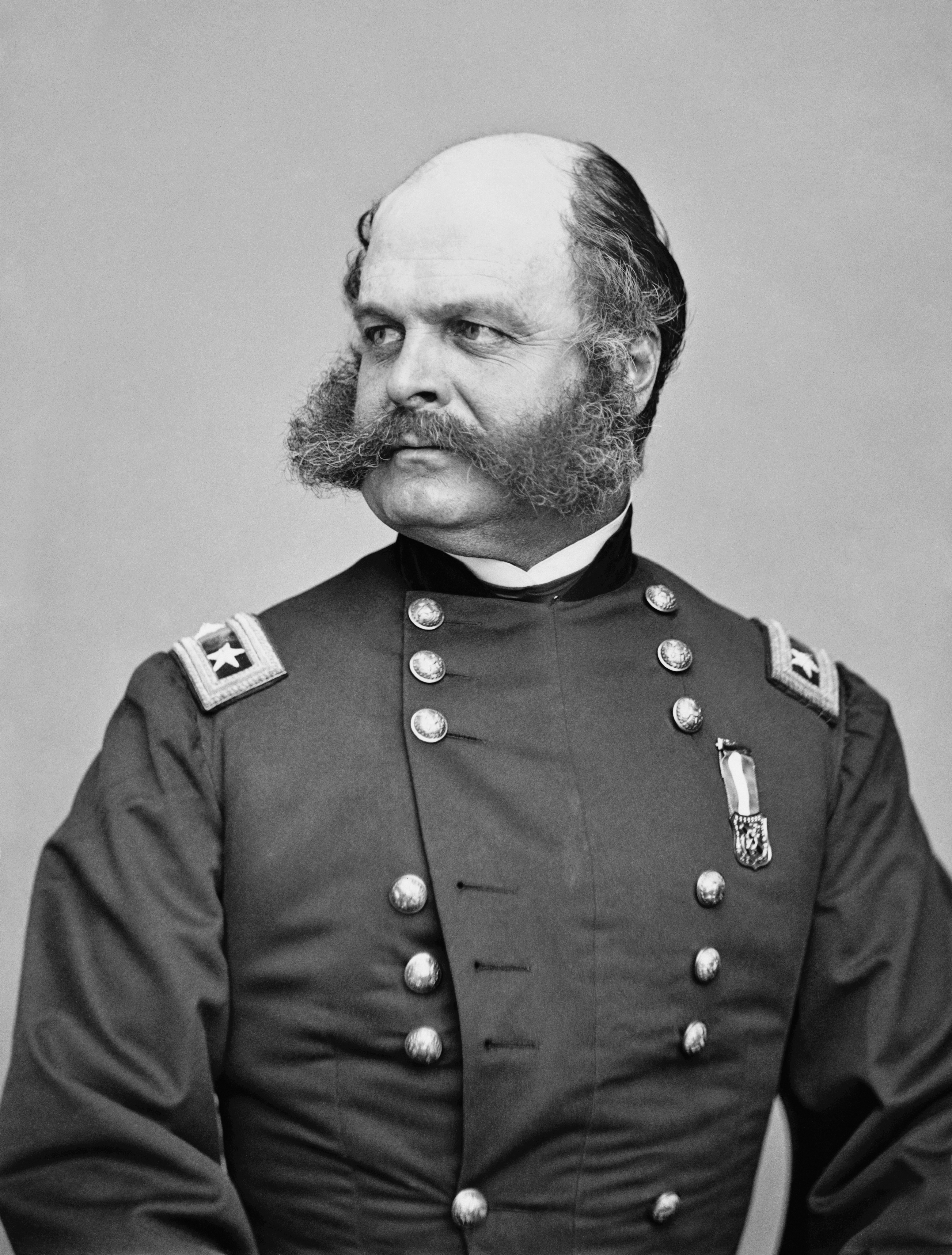
Portrét - generálmajor Ambrose Burnside

### Bitva u Bull Run
V době propuknutí občanské války byl brigádním generálem u domobrany Rhode Islandu (Rhode Island Militia). Tato byla povýšena na 1. dobrovolnický pěší pluk Rhode Islandu (1st Rhode Island Volunteer Infantry) a Burnside jmenován plukovníkem u tohoto pluku 2. května 1861.

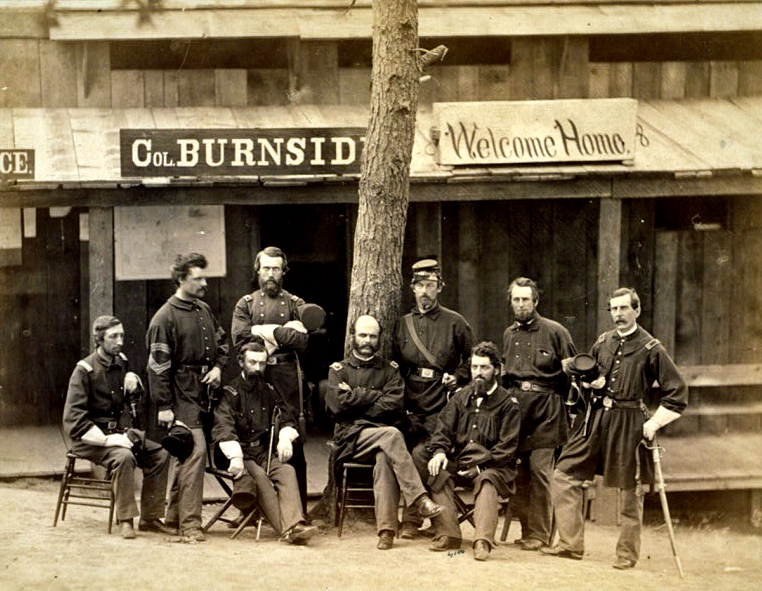
Důstojníci 1.dobrovolnického pluku Rhode Islandu - 1861

 Během měsíce povýšil na velitele brigády vojenského okruhu Severní Virginie. Velel brigádě, která byla postupně po částech doplňována dalším vojenskými jednotkami, v první bitvě u Bull Run v červenci 1861 a dočasně převzal velení za zraněného brigádního generála Davida Huntera. Po 90 dnech musel jeho regiment mimo přímou službu, Burnside byl povýšen na brigádního generála u dobrovolníků a byl přeložen k výcvikovému středisku rodící se Potomacké armády.

### Severní Karolína
Od září 1861 do července 1862 velel Coast Division či expediční armádě Severní Karolíny - představované třemi brigádami shromážděnými v Annapolisu, stát Maryland, které tvořily jádro jeho budoucího IX. sboru – a také velel okruhu Severní Karolína. Vedl úspěšnou obojživelnou kampaň, která uzavřela přes 80% pobřeží Severní Karolíny a tím znemožnil konfederačním silám přepravu zboží po moři po zbytek války. Za své úspěchy v bitvách u Roanokea Island a u New Bern, což bylo první významné vítězství Unie na východě, byl 18. března povýšen na generálmajora. V červenci byly jeho síly přepraveny na sever do Newport News, stát Virginie a staly se IX. sborem Potomacké armády. Následně, po selhání generálmajora George B. McClellana v poloostrovním tažení (Peninsula Campaing), mu bylo nabídnuto velení nad Potomackou armádou. Tuto příležitost odmítl kvůli své loajalitě vůči McClellanovi, neboť si byl vědom vlastního nedostatku armádních zkušeností a oddělil část svého sboru na podporu armády generálmajora Johna Popeho z Virginie pro tažení v Severní Virginii. Extrémně kritické telegramy vůči velitelským schopnostem Popeho, které dostal od generálmajora Fitze John Portera předal svým nadřízeným a tyto později sehrály významnou roli při válečném soudu s Porterem, ve kterém se Burnside mohl stát osudovým svědkem. I po těžké porážce Popeho v druhé bitvě u Bull Run odmítl nabídku na velení armádě.

### Antietam

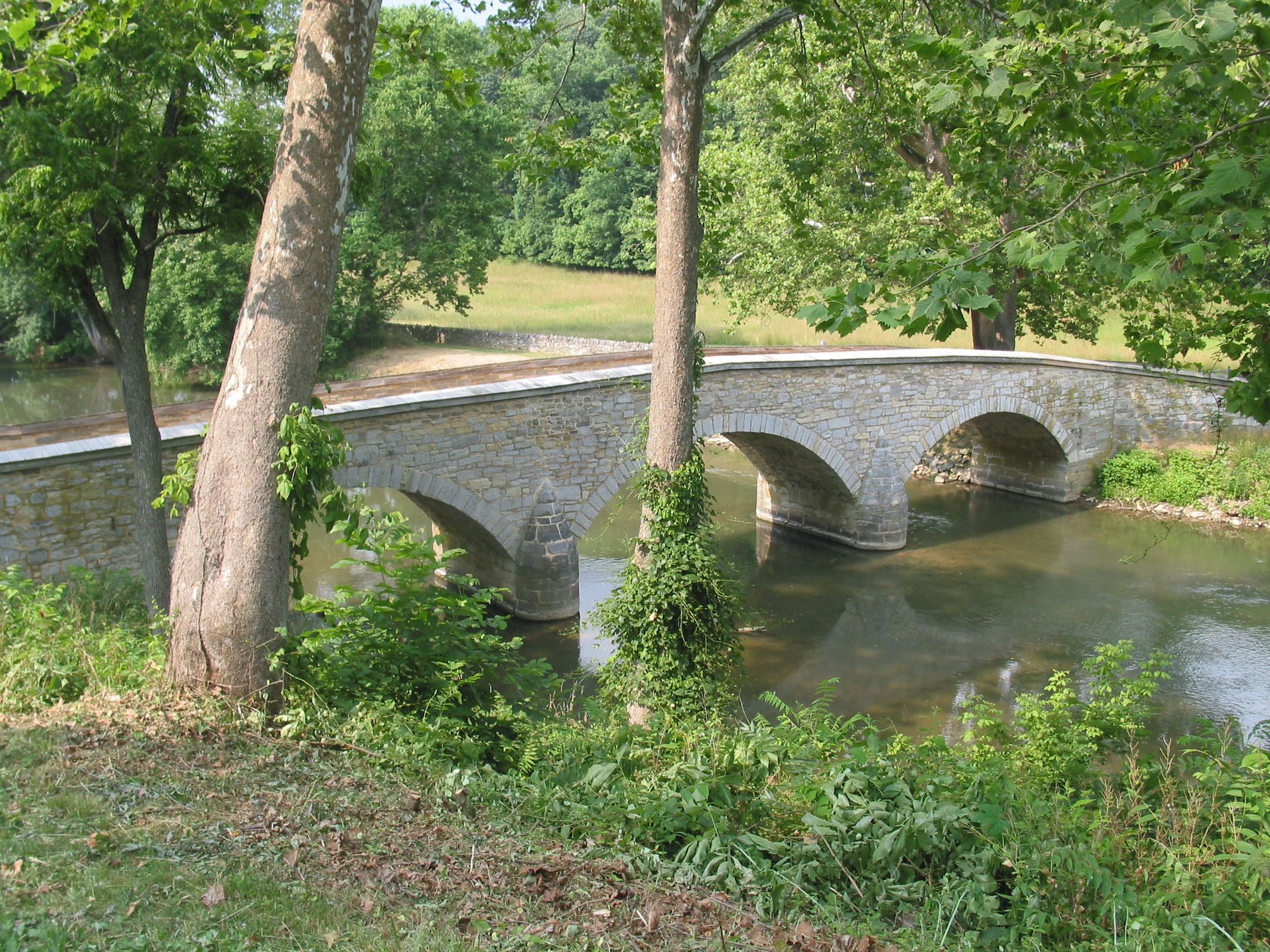
Burnside's Bridge – foto 2005

Burnside dostal pod své velení "pravé křídlo" Potomacké armády (I. a IX. sbor) na začátku Marylandského tažení v bitvě u South Mountain, ale McClellan oddělil tyto dva sbory k bitvě u Antietamu a protože je umístil na protějších koncích unionistické bitevní linie, vrátil Burnsidovi velení jen nad IX. sborem. Ten mlčky odmítl vzdát se své vyšší pravomoci a tak veškeré příkazy k těmto sborům posílal po velitelích sboru, nejprve po generálmajorovi Jesse L. Reno (který padl v bitvě u South Mountain) a potom po brigádním generálovi Jacobu D. Coxovi. Toto nešikovné uspořádání přispělo k pomalosti v zaútočení na přechod přes řeku na jižním křídle unionistické linie, který se nyní jmenuje Burnsideův most (Burnside's Bridge). Neprovedl adekvátní průzkum oblasti a namísto využití několika snadných brodů na místech mimo dostřel nepřítele byly jeho vojenské jednotky přinuceny k opakovaným útokům přes úzký most, který byl ovládaný z vyvýšených pozic konfederačními ostrostřelci. Před polednem již McClellan ztrácel trpělivost. Vyslal řadu kurýrů, aby motivoval Burnsidea k postupu kupředu. Přes jednoho pobočníka mu vzkázal: "Řekněte mu, že i kdyby to stálo 10000 mužů, tak to musí provést právě teď." McClellan zvýšil tlak vysláním svého inspekčního generála, aby konfrontoval Burnsidea, který působil rozhořčeně: "McClellan, zdá se si myslí, že já nejsem ten nejlepší, kdo může získat tento most, jste už třetí nebo čtvrtý, kdo byl u mne dnes ráno s podobnými příkazy." Zpoždění dovolilo konfederační divizi generálmajora A.P. Hilloa k postupu od Harper Ferry a odražení unionistického průlomu. Když McClellan odmítl Burnsideovy žádosti o posily, skončila bitva taktickým patem.

### Fredericksburg
McClellan byl odvolán po selhání při stíhání generála Roberta E. Lee při jeho ústupu od Antietamu a 7. listopadu 1862 byl Burnside pověřen velením Potomacké armády. Neochotně se podřídil tomuto příkazu, již třetímu v jeho krátké kariéře.

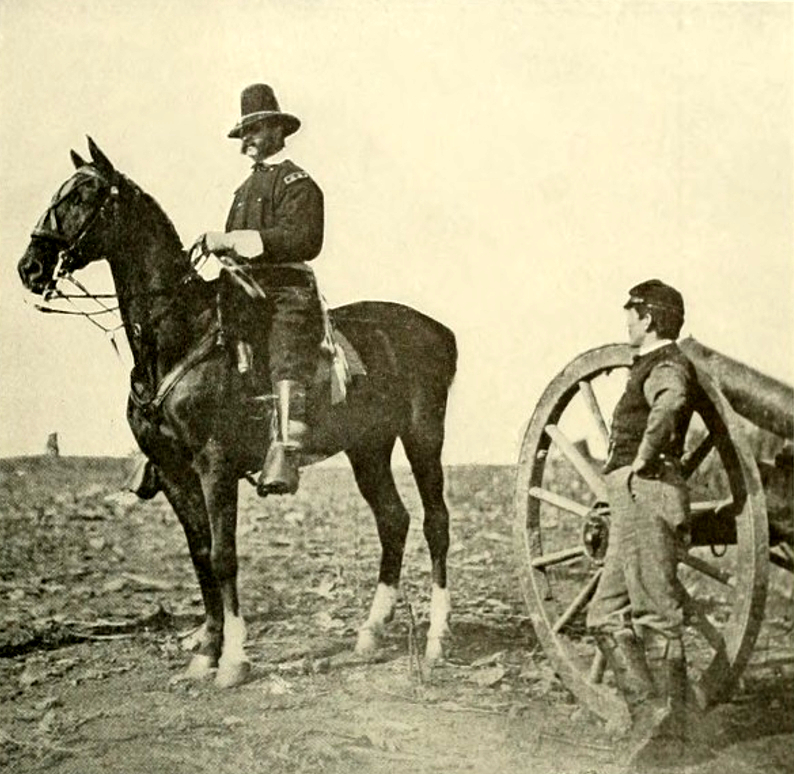
Generál Burnside – rok 1852

 Prezident Abraham Lincoln vyvíjel tlak na Burnsidea, aby provedl útočnou akci a 14. listopadu schválil jeho plán na zmocnění se hlavního města Konfederace Richmondu ve Virginii. Tento plán vedl k potupné a nákladné porážce Unie v bitvě u Fredericksburgu 13. prosince 1862. Jeho postup na Fredericksburg byl rychlý, ale plánování postavit pontonový most k překročení řeky Rappahannock River a také jeho vlastní nechuť k rozmístění části jeho armády přes místa s brody později zpozdily útok. Toto dovolilo generálu Lee soustředit armádu podél Marye's Heights přímo na západ od města a snadno odrazit unionistické útoky. Útoky jižně od města, které byly považovány za hlavní směr útoku na město, byly také špatně vedeny a počáteční prudký postup Unie zůstal bez podpory. Rozrušen selháním jeho plánu a enormními oběťmi při opakovaných, marných čelních útocích, Burnside deklaroval, že on by mohl vést útok jeho starými sbory. Jeho velitelé sboru mu to rozmluvili, ale vztahy mezi ním a jeho podřízenými byly napjaté. Vzal na sebe plnou odpovědnost za neúspěch a nabídl, že odejde z armády, což nebylo akceptováno.
V lednu 1863 zahájil druhou ofenzivu proti generálu Lee, ale postup zastavily dříve, než bylo něčeho dosaženo, bažiny vzniklé ze zimních dešťů a vyneslo mu to posměšně přezdívku Mud March. Burnside žádal, aby několik důstojníků, kteří projevili otevřenou neposlušnost, bylo uvolněno ze služby a postaveno před válečný soud a také nabídl svou rezignaci. Lincoln si vybral druhou možnost a 26. ledna 1863 ho nahradil generálmajorem Josephem Hookerem, jedním z důstojníků, kteří se proti Burnsideovi spikli.

### Východní Tennessee
Lincoln byl nerad, že aby ztratil Burnside zcela z armády a svěřil mu velení nad okruhem Ohio a jeho starým IX sborem. V Ohiu Burnside vydal kontroverzní všeobecný rozkaz číslo 38, dle kterého byl zločinec kdokoli, kdo vyjádřil jakýkoliv druh odporu vůči válce. Použil ho pak při zatčení bývalého kongresmana za stát Ohio a kandidáta na guvernéra Clementa Vallandighama, prominentního vůdce nespolehlivého mírového hnutí a vyšetřoval ho u vojenského soudu (navzdory skutečnosti, že to byl civilista). Jednal také s konfederačními "nájezdníky", jako byl John Hunt Morgan.
Při Knoxvillském tažení dorazil k Knoxville, stát Tennessee, když nejprve obešel Cumberland Gap, držený Konfederací. Po zabrání Knoxville bez odporu poslal vojenské jednotky zpět na Cumberland Gap. Brigádní generál John W. Frazer, konfederační velitel, se odmítl vzdát tváří v tvář pouze dvěma unionistickým brigádám a tak dorazil Burnside s třetí brigádou, čímž urychlil porážku Frazera a jeho 2 300 konfederačních vojáků. Po porážce unionistického generálmajora Williama S. Rosecranse v bitvě o Chickamauga byl pronásledován generálporučíkem Jamesem Longstreetem, proti jehož vojenským jednotkám bojoval již na Marye's Heights. Obratně vymanévroval Longstreeta v bitvě u Campbelin Station a byl tak schopen dosáhnout opevnění a bezpečí v Knoxville, kde byl krátce obležen, dokud konfederační vojska nebyla poražena v bitvě u Fort Sanders mimo města. Vázáním Longstreetových sborů v Knoxville přispěl k porážce generála Braxtona Bragga od generálmajora Ulysses S. Granta u Chattanoogy. Na pomoc mu pak přispěchaly vojenské jednotky pod velením generálmajora William T. Shermana, ale obležení již bylo ukončeno, když se Longstreet stáhnul a nakonec se vrátil do Virginie.

### Pozemní tažení
Byl mu dán rozkaz dovést IX. sbor zpátky na východní scénu, kde ho v Annapolisu, stát Maryland, doplnil na plnou sílu více než 21 000 mužů. IX. sbor bojoval při pozemním tažení od května 1864 jako nezávislá jednotka, podávající hlášení zpočátku Grantovi, nebyl přiřazen Potomacké armádě, protože předčil jeho velitele, generálmajora George G. Meadeho, který pod ním při bitvě u Fredericksburgu velel divizi. Tato těžkopádná úprava byla změněna 24. května těsně před bitvou u North Anna, kdy souhlasil s tím, že se zřekne svého postavení a byl převelen pod přímé vedení Meadeho.
Bojoval pak v bitvách u Wilderness a Spotsylvania Court House, na kterých se nijak významně nepodílel, když útočil jen postupně a neměl ochotu k tomu, aby jeho vojáci prováděli čelní útoky, tak charakteristické pro tyto bitvy. Následně po těchto bitvách pak byl pověřen obléháním Petersburgu.

### Kráter
Když se v červenci 1864 začalo schylovat k patu v poziční válce u Petersburgu, souhlasil s plánem, který navrhli horníci z pensylvánských uhelných dolů, sloužící v jeho regimentech: vykopat podzemní chodbu pod pevnůstkami konfederačního opevnění, zapálit tam výbušniny a tím dosáhnout překvapivého průlomu. Zničení pevností 30. června je známo též pod pojmem bitva u kráteru. 

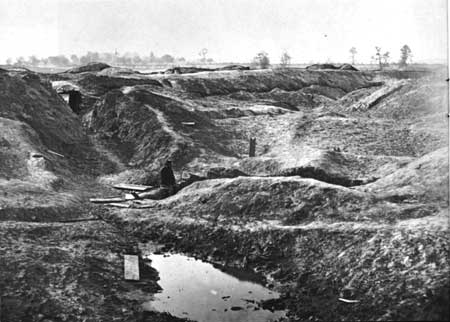
Kráter u Petersburgu po bitvě

 Kvůli zásahu Meadeho, který Burnsideovi vydal rozkaz jen několik hodin před útokem pěchoty, nebyly nasazeny jeho divize černošských vojáků, které byly speciálně vycvičené pro tuto misi. Namísto toho byl přinucen využít netrénované bělošské vojenské jednotky. Protože se nemohl rozhodnout, která divize bude nasazena, tak si jeho podřízení velitelé metali los. Takto byla vybrána divize pod velením brigádního generála Jamese H. Ledlieho, který selhal při instruování mužů, co se od nich očekává a během bitvy se opil za liniemi a nebyl schopen velet. Ledlieho lidé vstoupili do obrovského kráteru, místo aby ho obešli a zůstali v něm uvězněni a podléhali vražednému ohni palby konfederačních vojáků na okraji kráteru, což mělo za následek vysoké oběti. Burnside byl 14. srpna zbaven velení a Grant ho poslal na dovolenou, Meade mu však tuto příhodu nikdy nepřipomínal. Vyšetřující soud později dal za vinu fiaska u kráteru Burnsideovi a jeho podřízeným velitelům. V prosinci se setkal s prezidentem Lincolnem a generálem Grantem a probírali společně jeho budoucnost. Zvažoval o rezignaci, ale nakonec přijal požadavek Lincolna i Granta a zůstal v armádě. O konci rozhovoru uvedl: Nebyl jsem informován o žádném místě, na které bych měl nastoupit." Nakonec podal komisi svou resignaci dne 15. dubna 1865.

## Poválečná kariéra
Po své rezignaci byl zaměstnán v řadě železničních a průmyslových ředitelství, včetně předsednictví Cincinnati and Martinsville Railroad, Indianapolis and Vincennes Railroad, Cairo and Vincennes Railroad a Rhode Island Locomotive Works. Na tři roky byl zvolen guvernérem státu Rhode Islandu (květen 1866 – květen 1869). Byl vrchním velitelem Grand Army republikové asociace veteránů v letech 1871 až 1872. Při svém založení v roce 1871 si ho National Rifle Association vybrala jako svého prvního prezidenta.

Během návštěvy Evropy v roce 1870 se pokusil být zprostředkovatelem mezi Francií a Německem ve prusko-francouzské válce. V roce 1874 byl zvolen senátorem za Rhode Island, znovu zvolen byl v roce 1880 a byl ve funkci až do své smrti v roce 1881. Během té doby, ačkoli byl před válkou demokratem, hrál jako republikán významnou roli v armádních záležitostech a zároveň byl v roce 1881 zvolen předsedou výboru mezinárodních vztahů. Zemřel náhle na srdeční neuralgii (angína pectoris) v Bristolu, stát Rhode Island a je pohřben na Swan Point Cemetery Providence, Rhode Island. 

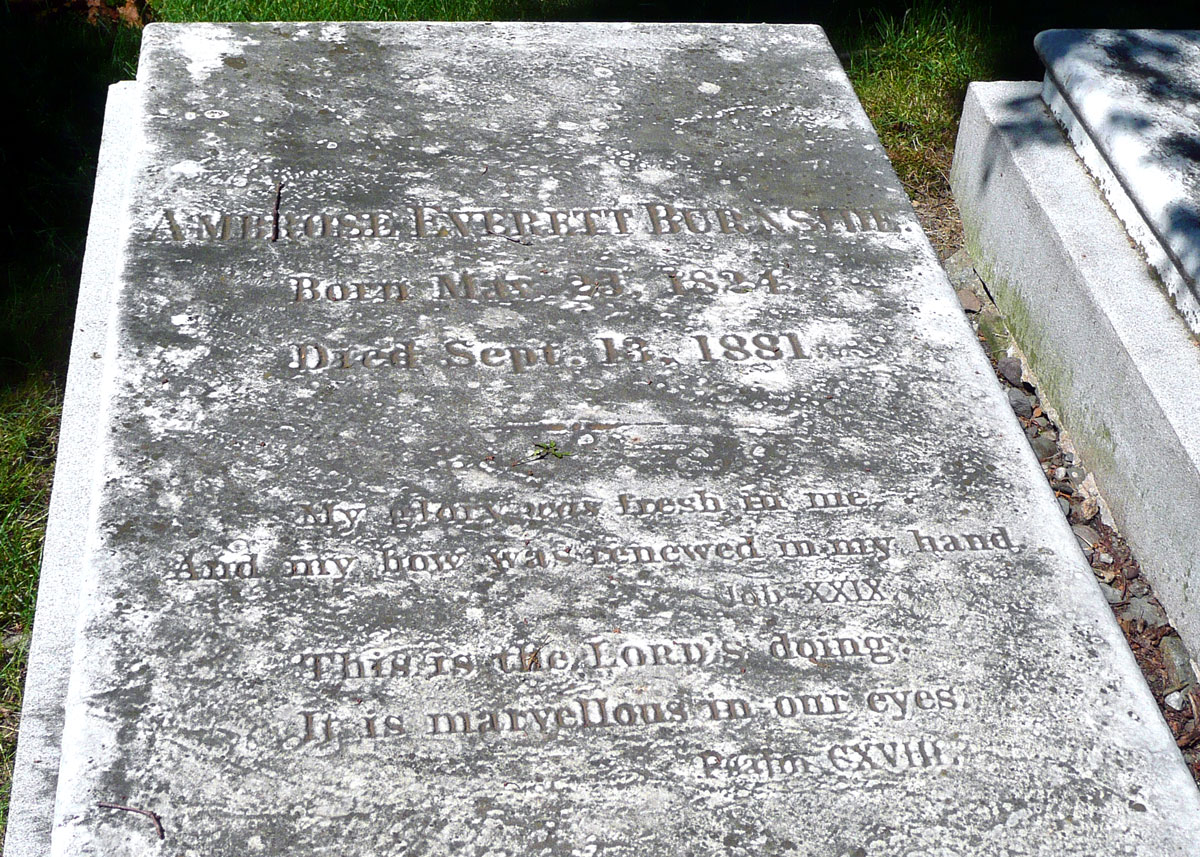
hrobka na hřbitově Swan Point

 Na konci 19. století byla k jeho poctě v Burnside Parku, Providence, vztyčena jezdecká socha.

## Ocenění a odkaz
Byl vždy velmi populární – v armádě i v politice. Snadno si získával přátele, hodně se usmíval a každého oslovoval jménem. Jeho profesionální armádní reputace nebyla již tak pozitivní, byl známý tvrdohlavostí, nebyl nápaditý a nevhodný pro vrchní velení jak rozumově, tak emočně. Grant řekl, že byl "nevhodný" pro velení nad armádou a že to nikdo nevěděl lépe než Burnside sám. Při znalosti svých schopností dvakrát odmítl velení nad Potomackou armádou a jen přijímal rozkazy svých nadřízených.
Jeffry D. Wert v pasáži věnované jeho armádní kariéře popsal jeho pocity po Fredericksburgu:
Byl nejvíce nešťastným velitelem armády, generálem, který proklínal úspěchy svých nejpopulárnějších velitelů a muž, který věřil, že se nehodí na tuto funkci. Jeho pozice byla poznačena hořkým nepřátelstvím mezi jeho podřízenými a strašnými, zbytečnými ztrátami na životech. Ačkoli byl pevným vlastencem, postrádal sílu osobnosti a vůle řídit neposlušné generály. Byl vždy ochotný bojovat s nepřítelem, ale jako hrozný odkaz na něho působily boje na Marye's Heights
Jeffry D. Wert, The Sword of Lincoln

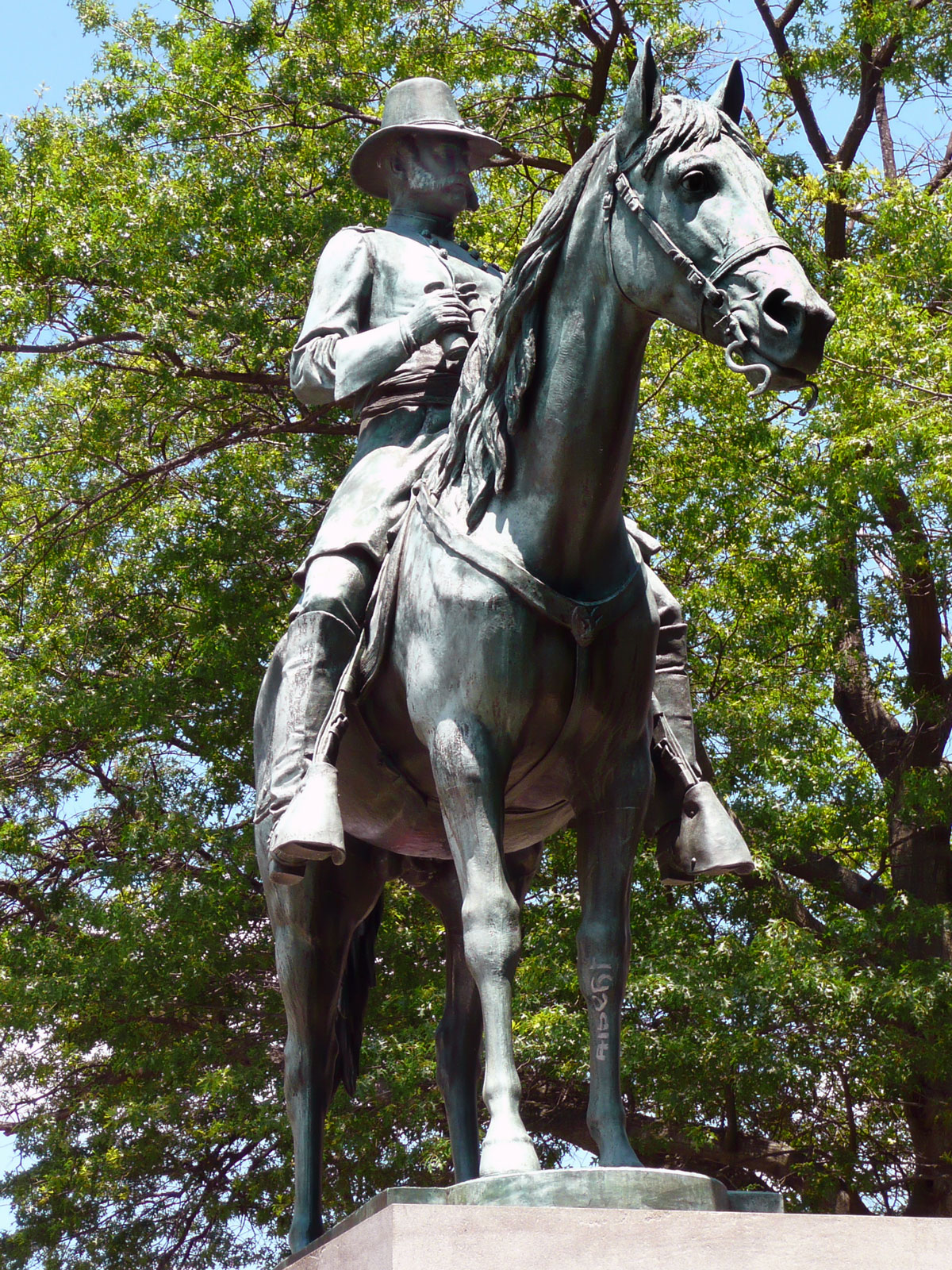
Jezdecká socha v Burnside Park, Providence

Shrnutí od Bruce Cattona:
... Burnside opětovně demonstroval, že bylo armádní tragédií, když mu byla dána hodnost vyšší než plukovník. Jeden důvod mohl být navíc k všem jeho chybám, že se nikdy neměl k tomu, aby konal na svoji zodpovědnost, byl jednoduchým, poctivým, loajálním vojákem, vždy dělal to nejlepší, co mohl, ačkoli to nebylo moc dobré, nikdy se nevěnoval žádným machinacím, spolčování či pomlouvání. Byl skromný, v armádě, kde mnoho jejich generálů bylo nesnesitelnými primadonami, se nikdy nepokládal za Napoleona. Fyzicky byl impozantní: vysoký, jen trochu tlustý, nosil se nepochybně jako většina umělců a naháněl hrůzu všem v armádě svými licousy. Obvykle nosil vysoký, rolničkou opatřený plstěný klobouk s okrajem ohnutým dolů a dvouřadový, po kolena sahající vojenský kabát v pasu s řemenem, což bylo oblečení, které je pro moderního člověka velmi podobné tomu, které nosili svalnatí městští policisté v 80. letech 19. století

Generál Ambrose Burnside

Bruce Catton, Mr. Lincoln's Army

## Licousy
Burnside byl známý svými neobvyklými licousy, vzniklými spojením knírku s pásem vlasů před ušima, ale s bradou hladce oholenou; pro tento styl bylo použito slovo "burnsides" a obrácením slabik vzniklo slovo pro licousy: "sideburns".

## Populární média
Burnsideho hrál Alex Hyde-White ve filmu Ronalda F. Maxwella z roku 2003 "Gods and Generals", zahrnující i bitvu u Fredericksburgu.